# كمال كوتشاتورك
كمال كوتشاتورك (بالتركية: Kemal Kocatürk)‏ هو ممثل تركي ولد في يوم 1 نيسان 1964 في مدينة إسطنبول في تركيا، مثل في عدة مسلسلات تركية ومثل دور مسعود في مسلسل لعبة القدر.